# Diplazium alienum
Diplazium alienum là một loài thực vật có mạch trong họ Woodsiaceae. Loài này được (Mett.) Hieron. miêu tả khoa học đầu tiên năm 1918.